# Acalypha cupricola
Acalypha cupricola е вид растение от семейство Млечкови (Euphorbiaceae). Видът е почти застрашен от изчезване.

## Разпространение
Разпространен е в Демократична Република Конго.